# Cycle de mélodies
Pour les articles homonymes, voir cycle et mélodie (homonymie).

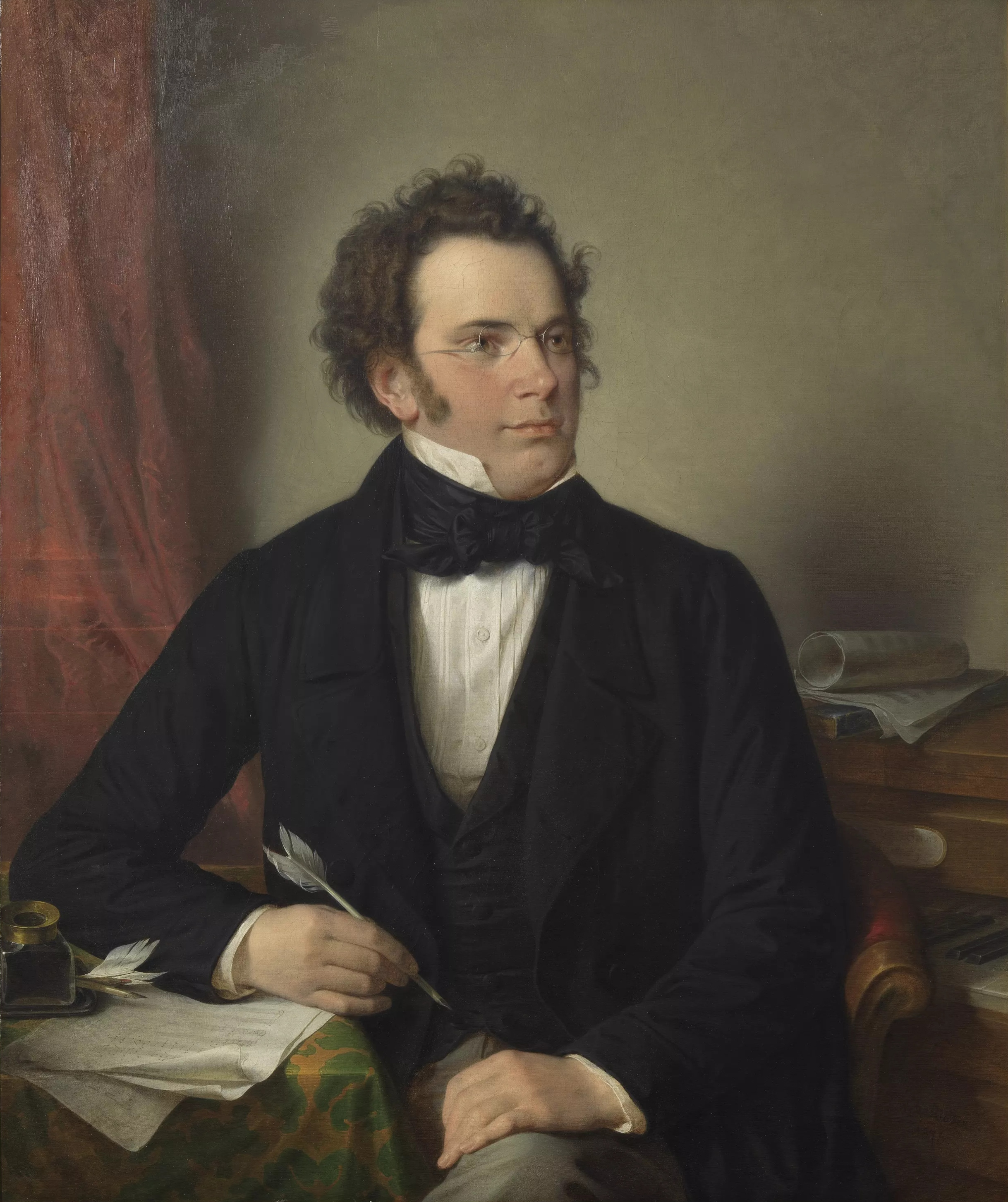
Les cycles de Franz Shubert.

Un cycle de mélodies, cycle de lieder (en allemand : Liederkreis ou Liederzyklus), cycle de chant (anglais : Song cycle, espagnol : ciclo de canciones) est une collection de pièces vocales complètes individuellement, mais conçues pour être interprétées dans une séquence ; l'œuvre musicale empruntant souvent son unité à un cycle de poèmes.
Les mélodies/lieder sont écrits soit pour la voix seule ou un ensemble, ou rarement une combinaison de mélodies/lieder seuls mêlés à des pièces chorales. Le nombre de mélodies/lieder d’un cycle peut ne pas excéder deux et à l’inverse s’élever à 30 et même plus,. Le terme « cycle de lieder » n’est pas entré dans la lexicographie allemande avant 1865, dans l’édition d'Arrey von Dommer du Musikalisches Lexikon de Koch, mais des œuvres rétrospectivement qualifiables de cycles de mélodies/lieder existaient bien avant. L’un des plus anciens exemples est peut-être le jeu de sept Cantigas de amigo du compositeur et poète galicien Martin Codax au XIIIe siècle.
Un cycle de mélodies/lieder est semblable à une collection de mélodies/lieder et les deux peuvent être difficiles à distinguer. Un certain type de cohérence est cependant considéré comme un attribut nécessaire à un cycle de mélodies/lieder. Elle peut provenir du texte (un seul poète, une histoire, un thème central ou d’un sujet comme l'amour ou la nature), d’un état d'esprit unificateur, d’une forme poétique ou du genre, comme dans un cycle de sonnets ou de ballades ou de procédures musicales (parcours tonal ; motifs récurrents, passages ou chansons entières, structures formelles). Ces caractéristiques unifiantes peuvent apparaître seules ou en combinaison. En raison de ces nombreuses variations, le cycle de mélodies/lieder « résiste à la définition ». La nature et la qualité de cette cohérence au sein d’un cycle de mélodies/lieder doivent donc être examinées « au cas par cas ».

## Cycles de lieder allemands
Bien que la plupart des pays européens ont commencé à développer le genre « art du chant » au début du XIXe siècle, l'essor des lieder d'Autriche et d'Allemagne l'emporte sur tous les autres en termes d'influence. La composition de lieder de langue allemande à la fin du XVIIIe siècle passe de la forme strophique et accessible des chansons folkloriques traditionnelles aux dispositions du XIXe siècle d'une poésie plus sophistiquée destinée à une classe moyenne plus instruite, « qui supplantent progressivement l'aristocratie comme principale cliente des arts ». Étant donné que ces Lieder sont à une échelle relativement petite, comme la poésie lyrique utilisée pour leurs dispositifs musicaux, ils ont souvent été publiés dans des collections et, par conséquent empruntent différents termes poétiques pour marquer leurs groupements : Reihe (série), Kranz (ronde), Zyklus (cycle) ou Kreis (cercle). Durant les premières décennies des années 1800, les recueils de poésie et les mises en musique suivantes prennent une plus grande cohérence et intrigue dramatique sous-jacentes, donnant naissance au cycle de lieder. Cette cohérence a permis au genre de s'élever à une « forme supérieure », assez sérieuse pour être comparée aux symphonies et cycles de pièces lyriques pour piano.
Le terme a été utilisé pour la première fois dans deux cycles de lieder allemands composés en 1816 : An die ferne Geliebte (op. 98) de Beethoven, et Die Temperamente beim Verluste der Geliebten (J. 200-3 / op. 46) de Carl Maria von Weber.
Le genre a été fermement établi par les cycles de Franz Schubert : ses Die schöne Müllerin (1823) et Winterreise (1827), mises en musique de poèmes de Wilhelm Müller, sont parmi ses œuvres les plus admirées. Le Schwanengesang (1828), toujours de Schubert, bien que réuni de façon posthume, est également souvent interprété comme un cycle.
Les grands cycles portant ce nom, comme les autres de Schumann, ont tous été composés dans les années 1840. Ils comprennent Dichterliebe, Frauenliebe und -leben, deux recueils intitulés Liederkreis (op. 24 et 39 sur des textes de Heinrich Heine et Eichendorf respectivement) — mot allemand signifiant cycle de lieder — et le Kerner Lieder (op. 35), un Liederreihe (littéralement « Suite de lieder ») sur des poèmes de Justinus Kerner. Brahms a composé des séries (op. 33) de vers du roman Magelone de Ludwig Tieck, et les interprétations modernes comprennent habituellement une sorte de narration de liaison. Il a également écrit Vier ernste Gesänge (« Quatre chants sérieux »), op. 121 (1896). Les Lieder eines fahrenden Gesellen, Kindertotenlieder et Das Lied von der Erde de Gustav Mahler étendent l'accompagnement du piano à l'orchestre.
Hugo Wolf a fait de la composition de ces collections de Lieder par un unique poète quelque chose comme une spécialité, bien que les plus courts Italianishes Liederbuch et Spanisches Liederbuch (en) sont interprétés en une seule séance et Hollywood Liederbuch de Hanns Eisler se range également dans cette catégorie d’anthologie.
Das Buch der hängenden Gärten de Schoenberg et Reisebuch aus den österreichischen Alpen d'Ernst Krenek sont d’importants exemples au XXe siècle et la tradition est poursuivie par Wolfgang Rihm, avec une douzaine d’œuvres jusqu’à présent.
Parmi les exemples connus de Liederzyklen figurent :
- Ludwig van Beethoven
  - An die ferne Geliebte (texte d'Alois Jeitteles)
- Franz Schubert
  - Die schöne Müllerin (Wilhelm Müller)
  - Winterreise (Wilhelm Müller)
- Robert Schumann
  - Liederkreis op. 24 (Heinrich Heine)
  - Liederkreis op. 39 (Joseph von Eichendorff)
  - Dichterliebe (Heinrich Heine)
  - Frauenliebe und -leben (Adelbert von Chamisso)
- Johannes Brahms
  - Légende de la Belle Maguelone (Ludwig Tieck)
- Hugo Wolf
  - Spanisches Liederbuch (Paul Heyse et Emanuel Geibel)
  - Italienisches Liederbuch (Paul Heyse)
- Gustav Mahler
  - Lieder eines fahrenden Gesellen (propre texte)
  - Kindertotenlieder (Friedrich Rückert)
  - Das Lied von der Erde (Hans Bethge d'après un ancien poème chinois)
- Arnold Schönberg
  - Das Buch der hängenden Gärten (en) (Stefan George)
- Alban Berg
  - Orchesterlieder nach Ansichtskarten de Peter Altenberg
- Anton Webern
  - Drei Lieder sur des poèmes de Hildegard Jone
- Othmar Schoeck
  - Elegie, op. 36, pour baryton et orchestre de chambre sur des poèmes de Nikolaus Lenau et Joseph von Eichendorff
  - Gaselen, op. 38, Liederfolge sur des poèmes de Gottfried Keller pour baryton et orchestre
  - Lebendig begraben, op. 40, 14 lieder sur des poèmes de Gottfried Keller pour baryton, grand orchestre et chœur
  - Notturno, op. 47, Fünf Sätze für eine Singstimme und Streichquartett, nach Gedichten von Nikolaus Lenau und einem Fragment von Gottfried Keller
- Ernst Krenek
  - Reisebuch aus den österreichischen Alpen (propre texte)
- Paul Hindemith
  - Das Marienleben (Rainer Maria Rilke)

## Cycles de mélodies françaises
Avec son cycle Les Nuits d'été (1841), Berlioz est un pionnier de l'utilisation de l'orchestre. Le cycle de mélodies françaises atteint un sommet avec La Bonne Chanson, La Chanson d'Ève et L'Horizon chimérique de Fauré, Claude Debussy Ariettes oubliées (Paul Verlaine), Fêtes galantes (Paul Verlaine) et Proses lyriques (propre texte) et plus tard, avec les œuvres de Poulenc : Tel jour, telle nuit  (1936–1937, sur des poèmes de Paul Éluard) et Calligrammes (1948, sur des poèmes de Guillaume Apollinaire. Mais aussi Chausson, avec Serres chaudes op. 24 (sur des poèmes de Maurice Maeterlinck), Charles Koechlin avec Rondels (1890–1894, poème de Théodore de Banville) et les Odes anacréontiques op. 31 et op. 32 (1926) d'Albert Roussel. Maurice Ravel a laissé trois cycles : Shéhérazade (1903), les Chansons madécasses et Chansons de Don Quichotte à Dulcinée.
Des pièces plus récentes telles que Poèmes pour Mi, Chants de terre et de ciel et Harawi, Chant d’amour et de mort de Messiaen. Paroles tissées et Chantefleurs et Chantefables de Lutosławski ainsi que Correspondances (en) et Le temps l'horloge (en) de Dutilleux doivent aussi être mentionnées.

## Cycles de chansons anglaises et américaines
Le premier cycle de chants (cycle song) anglais est peut-être The Window; or, The Song of the Wrens (en) (1871) de Sullivan sur les onze poèmes de Tennyson. Au début du XXe siècle, Vaughan Williams compose son fameux cycle, Songs of Travel. Le compositeur et accompagnateur de Lieder Britten compose également des cycles, dont The Holy Sonnets of John Donne, Seven Sonnets of Michelangelo, Sechs Hölderlin-Fragmente (en) et Winter Words (en), tous avec accompagnement avec piano, et Les Illuminations avec orchestre, Sérénade pour ténor, cor et cordes et Nocturne.
Parmi les cycles de chants américains citons Hermit Songs (en) (1953) de Barber ainsi que Despite and Still, Songfest (en) (1977) de Bernstein, Hammarskjöld Portrait (1974), Les Olympiques (1976), Tribute to a Hero1981), Elegies for Angels, Punks and Raging Queens (en) (1989), Next Year in Jerusalem (1985) et A Year of Birds (1995) de Williamson, Honey and Rue (en) de Previn (composé pour la soprano américaine Kathleen Battle) et Raising Sparks de MacMillan (1997).

## Cycles de chansons dans d'autres pays
Moussorgsky compose Без солнца (en) (1874), Детская (en) et Chants et danses de la mort tandis que Chostakovitch compose des cycles sur des textes de poètes anglais et yiddish ainsi que d'Alexandre Pouchkine etVier Gedichte des Hauptmanns Lebjadkin d'après (Fiodor Dostoïevski).
Des cycles en d'autres langues ont aussi été écrits par Granados, Mohammed Fairouz (en), Falla, Juan María Solare, Grieg, Lorenzo Ferrero, Dvořák, Janáček, Bartók, Kodály, Sibelius, Rautavaara, Mompou, Montsalvatge et A. Saygun.
Le cycle de chants orchestral Sing, Poetry de l'album Troika (2011 est composé de mise en musique de poèmes en langue russe et anglaise de l'écrivain Vladimir Nabokov par trois compositeurs russes et trois américains.